# Serra de Vivalls
La Serra de Vivalls és una serra del terme municipal de la Guingueta d'Àneu a la comarca del Pallars Sobirà. Pertanyia a l'àmbit de l'antic terme d'Unarre.
Arriba a una elevació màxima de 2.275 metres, i està situada al nord-est del poble de Gavàs i a llevant del de Cerbi. En el seu extrem est enllaça amb la Serra de Campirme. Separa la vall del Barranc de la Coma de la del dels Pradets.